# Renault RS10
A Renault RS10 egy Formula–1-es versenyautó, amellyel a Renault csapat versenyzett az 1979-es Formula–1 világbajnokság során. Pilótái Jean-Pierre Jabouille és René Arnoux voltak.
Ez volt a Formula–1 történetében az első turbómotoros autó, amely futamot tudott nyerni, és amely forradalmasította a sportágat, elhozva az 1980-as években a turbókorszakot.

## Áttekintés
Az RS10-es a nem a legjobban sikerült RS01-es átalakításával készült el, amely tulajdonképpen nem volt más, mint a Renault turbómotorjának tesztautója. A mérnök végzettségű Jean-Pierre Jabouille, aki pilótának sem volt utolsó, 1977-ben került a csapat látókörébe, és ő volt az, aki vállalta, hogy segít a motorfejlesztésben. Az RS01-es és úgy általában a Renault turbómotorja nevetség tárgya volt a paddockban, "sárga teáskannának" csúfolták, ugyanis gyakorta ért véget a versenye a pálya szélén füstölögve.
Az RS10-es azonban egy komoly versenyautó volt, amelybe 1,5L-es ikerturbós Renault-Gordini motort szereltek, hatsebességű váltót, és a kasztnit is a minél nagyobb szívóhatás kialakulása mentén építették meg.

## Versenyben
A szezon harmada után, a spanyol nagydíjon mutatkozott be az autó. Kezdetben csak egy állt belőle rendelkezésre, és azt Jabouille vezette, egyelőre még csak szimpla turbóval. Monacótól mindkét versenyzőjük ezzel mehetett, és már ikerturbós kialakításban.
Ugyan a megbízhatósággal még mindig gondok voltak, a tempó komoly aggodalomra adott okot a többi csapat körében. Hét célbaérésük közül négy is dobogós volt, Franciaországban ráadásul kettős, és itt Jabouille győzni is tudott. A tizenegy versenyen, amelyen részt vettek, öt pole pozíciót szereztek. ha egy kicsit megbízhatóbb lett volna a technika, több győzelmet is arathattak volna.
A Renault csapatot innentől már nem nevették ki, hanem a riválisaik, pánikba esve a teljesítményük láttán, elkezdték a saját turbóprogramjukat. A Ferrari hamar megépítette a sajátját, a Brabham pedig leszerződött a BMW-vel, őket pedig kicsivel később követte a McLaren-TAG-Porsche és a Williams-Honda. A kisebb csapatok, akiknek nem volt pénze turbómotorokra, nagy hátrányba kerültek, többek között ilyen volt a Tyrrell is. A helyzet odáig fajult, hogy 1987-ben külön bajnoki kiírás vonatkozott a szívómotoros csapatokra is.
A Renault által indított turbóforradalom olyan szörnyszülötteket eredményezett, mint a BMW 1986-os soros négyhengeres motorja, amely időmérő edzéseken akár 1400 lóerő leadására is képes volt. Emiatt idővel a sportágban korlátozni kellett a turbónyomást, majd 1989-ben betiltották a turbómotorokat, melyek 2014-ben térhettek csak vissza, hibrid hajtáslánccal megtámogatva. A Renault, bár sosem szerzett világbajnoki címet a saját innovációjával, azzal végérvényesen megváltoztatta a Formula–1 történetét.

## Eredmények
(félkövér jelöli a pole pozíciót, dőlt betű a leggyorsabb kört)
| Év   | Csapat             | Motor               | Gumik | Pilóták               | 1   | 2   | 3   | 4   | 5   | 6   | 7   | 8   | 9   | 10  | 11  | 12  | 13  | 14  | 15  | Pontok | Helyezés |
| ---- | ------------------ | ------------------- | ----- | --------------------- | --- | --- | --- | --- | --- | --- | --- | --- | --- | --- | --- | --- | --- | --- | --- | ------ | -------- |
| 1979 | Equipe Renault Elf | Renault-Gordini EF1 | M     |                       | ARG | BRA | RSA | USW | ESP | BEL | MON | FRA | GBR | GER | AUT | NED | ITA | CAN | USA | 26     | 6.       |
| 1979 | Equipe Renault Elf | Renault-Gordini EF1 | M     | Jean-Pierre Jabouille |     |     |     |     | KI  | KI  | 8   | 1   | KI  | KI  | KI  | KI  | 14  | KI  | KI  | 26     | 6.       |
| 1979 | Equipe Renault Elf | Renault-Gordini EF1 | M     | René Arnoux           |     |     |     |     |     |     | KI  | 3   | 2   | KI  | 6   | KI  | KI  | KI  | 2   | 26     | 6.       |